# NEWS (együttes)

A NEWS (ニュース) egy négytagú japán popegyüttes, amely 2003-ban alakult meg Kitagava Johnny által vezetett Johnny’s Entertainment ügynökség keretein belül. Tagjait csak férfiak alkotják: Kojama Keiicsiro ( 小山 慶一郎 ), Maszuda Takahisza ( 増田 貴久 ), és Kato Sigeaki ( 加藤 シゲアキ ). A csapat neve egy mozaikszó, amely a négy égtáj angol megfelelőjének kezdőbetűjéből tevődött össze (North, East, West, South). Ez a szóösszetétel a tagok származási helyére utal.

## Története

### 2003-2006: A debütálás és a tagok kilépése
2003 szeptemberében az ügynökség abból a célból hozta létre a csapatot, hogy egy promóciós kislemez kiadásával – a NEWS Nippon-nal – és legfőképpen annak főcímdalával népszerűsítse Japánban a Röplabda Világbajnokságot. Azonban az első koncertjük előtt (NewSnow Concert) a legfiatalabb tag, Moriucsi Takahiro (aki ma már a One Ok Rock együttes énekese) kilépett, így a nyolc főre csökkent csapat 2004-ben kiadta a Kibou ~Yell~ című debütáló kislemezét, ami az Oricon lista első helyére került. A következő két kislemezük, az Akaku Moyuru Taiyou és a Cherish szintén a zenei listák első helyezettje volt, ahogyan az azt követő első albumuk a Touch is, amelyből már az első héten 164 016 példányt adtak el.
2005 júliusában Ucsi Hiroki kiskorú alkoholfogyasztáson kapták, így távoznia kellett a NEWS-ból és a Kanjani8-ből is, amelynek szintén tagja volt. Ebben az évben hét fővel kiadták a negyedik kislemezüket, a TEPPEN-t, ami szintén az Oricon lista első helyére került.
2006 januárjában újabb tagtól kellett elbúcsúzniuk, Kuszano Hironori-tól, aki Ucsi Hiroki-hoz hasonlóan kiskorúként alkoholt fogyasztott és emiatt őt is eltiltották az együttestől, valamint az ügynökségtől is. Ezután márciusban kiadták az ötödik kislemezüket, a Sayaendou/Hadashi no Cinderella Boy-t, ami szintén előkelő helyet szerzett meg a listákon. Május elsején, miután véget ért az első turnéjuk – a NewS Spring Tour – egy bizonytalan időre szünetet tartottak. Ebben a bizonytalanságban jött létre egy duó Tegomass néven, amelyet Tegosi Juja és Maszuda Takahisza alapított. A zenekari tevékenységek szüneteltetése alatt minden tag különböző sorozatokban, filmekben, műsorokban szerepelt. Az egyik tag, Sigeaki ekkor kezdte meg a mára híressé vált műveinek írását, mint például a Pink and Gray (ピンクグレ―) című regényét is.

### 2007-2010: A 6 tagú NEWS visszatérése
2006. december 31-én az ügynökség szilveszteri nagy koncertjén, a Johnny’s Concert Countdown 2006-2007-en az együttes bejelentette a visszatérésüket. A megújult hatfős csapat kiadta a hatodik kislemezét, a Hoshi wo Mezashite-t. Ez a kislemez nem csak a listákon lett első helyezett, de a Táncoló talpak című rajzfilm japán verziójának főcímdala is lett, és amelyben Tegosi Juja kölcsönözte a főszereplő pingvin, Topi japán szinkronhangját. Később visszatérésük megkoronázásaként turnéra indultak, amely a Never Ending Wonderful Story címet viselte.
2007 novemberében bejelentették a hetedik kislemezük – a Weeeek – és a második albumuk – a Pacific – megjelenését. A Weeeekből már az első héten megközelítőleg 263 000 példány, míg a Pacific-ből hozzávetőlegesen 196 000 példányt adtak el. Ez volt az a pillanat, amikor az Oricon történelmében tizedik alkalommal került fel ugyanazon előadótól egy album és egy kislemez az első helyre. Ezután a NEWS egy nemzetközi turnéra indult NEWS Concert Tour Pacific 2007-2008 címmel, amely 2007. december 15-től 2008. január 27-ig tartott. Ekkor tarthattak koncertet először a Tokyo Dome-ban, amely komoly előrelépést jelentett az együttes karrierjében. Japánon kívül Tajpejben tartottak még koncertet, ami azért érdekes, mert a Johnny’s-os együttesek ritkán adnak koncerteket külföldön.
2008 februárjában kiadták a nyolcadik, a korábbiakhoz hasonlóan szintén első helyen végzett kislemezüket, a Taiyou no Namida-t. A főcímdalt az egyik tag, Yamasita Tomohisza Kurosagi (クロサギ) című mozifilmjéhez készítettek, amelyben ő játszotta a főszerepet Horikita Maki színésznővel. Ebben az évben még két sikeres kislemezt adtak ki – a Summer Time-ot és a Happy Birthday-t –, valamint a harmadik albumukat a Color-t. A Happy Birthday kiadása után a NEWS lett a második olyan együttes, amelynek a debütálása óta egymás után 10 lemeze került a listák első helyére. A Color című stúdióalbum kiadása után téli turnéra indultak október 25-től január közepéig NEWS WINTER PARTY DIAMOND néven.
2009 áprilisában megjelent a tizenegyedik nagysikerű kislemezük a Koi no ABO, majd több mint 1 évvel később érkezett 2010 március végén a Sakura Girl. Ezt követően ősszel megjelent a negyedik stúdióalbumuk, a LIVE, amit 156.391 példányban vásároltak meg már az első héten. A LIVE! LIVE! LIVE! NEWS Dome Party 2010 című turnéjukon bejelentették majd novemberben kiadták a tizenharmadik kislemezüket a Fighting Man-t. Azonban a decemberi Music Station Live fellépésük után nem mutattak aktivitást. Az együttes augusztus 29-én és 30-án részt vett az évente megrendezésre kerülő 24 Terebi Jikan című műsorban is, melyben minden évben különböző sorsú embereket vagy egy nemes célt támogatnak. Azonban az együttes egyik tagja Rjó 31-én, egy másik tagja, Yamasita pedig szeptember elsején kórházba került A típusú influenza fertőzés gyanújával.

### 2011: Tovább csökken a tagok száma
Az együttes több mint egy évig nem mutatott semmilyen aktivitást. A tagok külön-külön szerepeltek műsorokban, sorozatokban, filmekben, de nem léptek fel sehol. 2011. október 7-én mindenkit megdöbbentettek azzal, hogy egy hivatalos sajtókonferencián bejelentették, hogy Yamasita Tomohisza és Nisikido Rjó kilép a zenekarból. Tomohisza – más néven JamaPi –, akit a csapat vezetőjének tartottak, több időt szeretett volna szólókarrierjére fordítani. A másik távozó tagnak, Rjó-nak már korábban is voltak problémái a NEWS és Kanjani8 menetrendjének összehangolásával. Ennek következtében ő úgy döntött, hogy zenei munkásságát csak a Kanjani8-ben szeretné tovább folytatni. Ezek után sokáig bizonytalan volt, hogy az együttes feloszlik-e, vagy a megmaradt tagok négyfős csapatként folytatja tovább. Korábban azonban többször is volt példa arra, hogy e két tag nélkül léptek fel, illetve szerepeltek műsorokban – mint például a Soukon című televíziós műsorban –, de erre senki sem számított. Az egyik tag, Sigeaki november 23-án művésznevet vett fel, azonban nem a nevét változtatta meg, hanem csak a nevének az írásmódját. A Sigeaki kandzsi összetételét katakana írásmódra változtatta ( 加藤成亮 --> 加藤シゲアキ ).

### 2012: A 4 tagú NEWS visszatérése
Fél évvel később, 2012. április 15-én a Johnny’s Entertainment hivatalos oldalán hirtelen megjelent egy visszaszámlálás ikon, amelynek hátterében a négy megmaradt tag körvonalai látszódtak, ami a hivatalos visszatérésükre utalt. A visszaszámlálás április 18-án ütötte meg a “0:00:00”-t. Ezzel egy időben az együttes egyik tagjának, Kojama Keiicsiro rádióműsorának, az úgynevezett “K-chan NEWS”-nek a programja került élő adásba. Kojama különleges vendégei a másik megmaradt három tag, Kato, Tegosi és Maszuda voltak. A tagok sokáig bizonytalanságban hagyták a rajongókat azzal, hogy jelentéktelen dolgokról beszélgettek, de végül sor került a hivatalos bejelentésre, miszerint négyen folytatják tovább azt, amit a NEWS oly sok éve elkezdett. Kezdésként bejelentették, hogy kiadnak egy válogatásalbumot. A Best Album-ként elnevezett válogatás mellett egy kislemezt és egy további turnét is ígértek. Mi több, hogy kimutassák szeretetüket a rajongóik felé, akik a bizonytalanság ellenére is több mint egy évig kitartóan vártak rájuk (támogató üzenetekkel bombázva őket), ők is kivehették részüket a Best Album készítéséből. Április 18-tól a rajongók a Johnny’s Entertainment internetes felületén adhatták le szavazatukat a négy kedvenc NEWS dalukra. Erre az albumra továbbá nem csak a legnépszerűbb slágereik, hanem olyan zeneszámok is rákerültek, amelyeket hivatalosan még nem tettek korábban lemezre, csak fellépéseken adtak elő.
Május 7-én a Johnny & Associates oldalán felkerült a válogatásalbum kiadásának dátuma is, ami június 13-ára esett. Nem csak általános, hanem limitált kiadásban is terjeszteni kívánták. Azonban a még ki nem adott dalaik csak a limitált verzióba kerültek bele plusz CD formájában.
Június 18-án pedig megjelent az első olyan kislemezük, amit négytagú csapatként jelentettek meg, amely a Chankapaana címet kapta. Ezt a kislemezt a korábbiaktól eltérő módon öt különböző példányban készítették el (az általános változat mellett minden tagnak külön lemeze volt), valamint egy olyan limitált változatot is megjelentettek, ami mind az öt különböző kiadást magában foglalja.
A címadó dal videóklippjét – az úgynevezett PV-t –, július 9-én mutatták be a televízióban. Az újjászületett csapat kislemeze már az első nap 121.097 példányban kelt el és az Oricon heti kislemez listáján az első helyre került. Ezután turnéra indultak, amely a NEWS LIVE TOUR 2012 ~ Utsukushii Koi ni Suru yo~ elnevezést viselte. A koncertet szokatlan módon a Tokyo Dome helyett a Chichibunomiya Rögbi Stadionban tartottak meg. Kihasználva a szabad ég előnyeit, a műsor végét tűzijátékkal zárták. Erről a turnéról és a csapat visszatéréséről készített beszámolóról 2013. január 30-án adtak ki DVD-t illetve Blu-ray-t.
A kezdeti félelmek ellenére – hogy vajon négyen képesek lesznek-e tovább folytatni, vissza fogják-e tudni adni négyen azt az igazi NEWS stílust, amelyet hatan képviseltek – az együttes karrierje fényesen ívelt felfelé. 2012. december 12-én jött is a következő kislemez World Quest/Pokoponpekorya címmel, amelyet a 2012-es FIFA Világkupa japán versenyére készítettek. Ezen az eseményen az együttes egyik tagja, Tegosi Juja is részt vett, mint kommentátor. A kislemez négy változatban jelent meg: hagyományos, A és B limitált kiadásban és egy különleges változatban. Ez a kislemez is első helyre került az Oricon heti kislemez listáján és már az első héten több mint 130 000 példányban kelt el. Ez sorban már a tizenötödik első számú kislemezük, így a NEWS a harmadik olyan együttesé vált, aminek ezt sikerült elérni. A Billboard Japan TOP 100-as listáján a World Quest az első, míg a lemez másik címadó dala Pokoponpekorya a hatodik helyre került, így ők az első olyan csapat, akiknek egyidejűleg két számuk került be a top tízbe. Az utóbbi zeneszámot az egyik tag, Sigeaki 2012-es sorozatához – úgynevezett dorama-jához –, a Hana no Zubora Meshi-hez készítették. 

### 2013: A 10. évforduló
2013. július 17-én sor került az első olyan album kiadására is, amelyet négy tagú csapatként adtak ki. Ez az albumuk a NEWS nevet kapta és a limitált verzióhoz egy DVD is járt Life of NEWS címmel. Az album több mint 120.000 elkelt példányával már az első héten az Oricon heti album listájának az első helyére került. Ugyanebben az évben az együttes tartott egy nyári turnét. A koncertsorozat zárókoncertje a Tokyo Dome-ban volt szeptember 7-én. Ezt a koncertet jelölték meg a csapat tizedik évfordulójának megünneplésére, 2003. szeptember 7-én debütáltak. Erre az alkalomra 65.000 rajongó gyűlt össze a csarnokban. A turnéból 2014. márciusában DVD és Blu-ray is megjelent NEWS 10th Anniversary in Tokyo Dome címmel. 

### 2014-2015: Dalok a FIFA Világkupára
2014. június 11-én a NEWS kiadta a tizenhetedik kislemezét, a ONE – for the win – címmel, melynek címadó dalát felhasználták a Brazíliában megtartott FIFA Világkupa japán főcímdalaként. Ez a kislemez megközelítőleg 199.000 példányban kelt el és ismét az Oricon heti kislemez lista első helyére került. Ezzel sorban a tizenhatodik olyan kislemezüké vált, ami a listák legkiemelkedőbb helyén végzett.
A 2015-ös évben a csapat aktivitása tovább szárnyalt. Az évet egy kislemezzel indították, amelyet január 7-én adtak ki Kaguya címmel, és több mint 156.000 példányban vásároltak meg a rajongók az első héten, ezzel uralva a heti Oricon lista első helyezését. Február 25-én megjelent a WHITE albumuk, amivel a következő koncertsorozatukra indultak. Június 24-én kiadták a Chumu Chumu című kislemezüket, ami az indiai „chumu csók” kifejezésből ered. Mind az album, mind pedig a kislemez az Oricon listák első helyét foglalta el. November 25-én megjelent az első DVD kislemezük, a Yonjuushi. A címadó dal a Kindaichi Shounen no Jikenbo R című anime-hez készült. Ez a dal Sergei Rachmaninow „Rapszódia Paganini egy témájára” klasszikus darabját dolgozza fel. A melódia elkészítésében pedig részt vett Nisimoto Tomomi karmester is, aki a zenekarával együtt a dal videóklipjében is szerepelt. Emellett több fellépésben is közreműködöttek az együttessel. Ezen a lemezen található az Anthem című dal is, amelyet pedig a 2015-ös FIFA Világkupa hivatalos japán zenéjévé választottak. A DVD kislemez 87 281 darab eladással az első héten az Oricon lista első helyén végzett, az éves Oricon Zenei DVD listán pedig a tizedik helyre került.

### 2016: Sigeaki sikerei, Quartetto és az új TV műsorok
2016. január 20-án kiadták a tizenkilencedik kislemezüket, a Hikari no Shizuku/Touch címmel, amelyet három féle verzióban vásárolhatott meg a közönség. Általános, illetve A és B korlátozott kiadásban. Ez a kétoldalú lemez több mint 146 000 példányú eladásával az Oricon heti kislemez lista első helyére került. A címadó dalok egyike, a Hikari no Shizuku az egyik tag, Sigeaki novellájából készült mini sorozat, a Kasa wo Motanai Aritachi wa főcímdala lett. A sorozatban szerepet játszik maga az író is. A kislemez másik címadó dala a Touch egy reklámban került felhasználásra, amiben maguk a tagok is szerepeltek.
2016. március 9-én kiadták a hetedik albumukat, a QUARTETTO-t. Ez az album az első héten 108 000-es darabszámban kelt el és az Oricon heti album listáján az első helyre került. Nem sokkal az album kiadása után turnéra indultak, a koncertsorozatról pedig DVD-t is megjelentettek még az év utolsó hónapjában.
Március 28-án bejelentették, hogy a NEWS lesz a házigazdája az évente megrendezésre kerülő 24 Jikan Terebi jótékonysági műsornak. A műsor fő témája az igaz történetet feldolgozó Moumoku no Yoshinori-sensei köré épült fel. Az ebből készült film főszerepét Sigeaki játszotta, de mellékszereplőként Kojama is feltűnt benne.
2016 áprilisában fellendült a NEWS televízióműsoros tevékenységei is. A hónap elején, egész pontosan 7-én elindították a Hen Labo című szórakoztató televíziós műsorukat. Kezdetben pár részesre tervezték, de végül több részt is megélt a műsor, amelynek utolsó epizódját 2016. szeptember 30-án adták le. Április 22-én az együttes két tagja, Kojama Keiicsiro és Kato Sigeaki vezetésével elindult a NEWS na Futari című televíziós műsor. E hónap 24-én pedig a NEWS kapta meg a generációk óta futó The Shounen Club Premium című televíziós műsor vezetését is. 
2016. június 13-án megjelent a huszadik kislemezük a Koi wo Shiranai Kimi he címen. A címadó dalt főcímdalként használták fel a Toki wo Kakeru Shoujo elnevezésű mini sorozathoz, amelyben Kato Sigeaki is szerepet kapott. A kislemez több mint 153 000 eladott példánnyal ismét az Oricon heti lista első helyére került. 

### 2017: NEVERLAND
2017. február 8-án megjelent a NEWS huszonegyedik kislemeze, az EMMA. A címadó dalt január 12. és március 16. között futó Kirawareru Yuuki című sorozat főcímdalaként használtak fel. Ebben a sorozatban főszerepet kapott Kato is. A kislemez 149 200 példányban kelt el az első héten, ezzel megnyerve az Oricon heti kislemez lista első helyét. Március 22-én a csapat kiadta a nyolcadik albumukat, a NEVERLAND-ot. Az album ismét a heti Oricon album lista első helyén végzett  124 100 elkelt példánnyal. Április elsején kezdetét vette a NEWS LIVE TOUR 2017 NEVERLAND elnevezésű koncertsorozatuk. Április 15-én bejelentették, hogy Kojama Keiicsiro lesz az egyik házigazdája a 24 Jikan Terebi című jótékonysági műsornak Szakurai So-val (az Arashi együttes tagja) és Kamenasi Kazujával (a KAT-TUN együttes tagja).

## Tagok

### Jelenlegi tagok
| Név                             | Született   | Születési hely | Tevékenységek                                                                  |
| ------------------------------- | ----------- | -------------- | ------------------------------------------------------------------------------ |
| Kojama Keiicsiro（小山 慶一郎） | 1984.05.01. | Szagamihara    | az együttes vezetője, idol, színész, híradós, televíziós és rádiós műsorvezető |
| Kato Sigeaki（加藤 シゲアキ）   | 1987.07.11. | Oszaka         | idol, színész, író, dalszövegíró, rádiós műsorvezető, modell                   |
| Maszuda Takahisza（ 増田 貴久） | 1986.07.04. | Tokió          | idol, színész, dalszövegíró, rádiós műsorvezető, stylist                       |

### Korábbi tagok
| Név                             | Született   | Születési hely | Tevékenységek                                                                 |
| ------------------------------- | ----------- | -------------- | ----------------------------------------------------------------------------- |
| Tegosi Juja（手越 祐也）        | 1987.11.11. | Jokohama       | idol, színész, szinkronszínész, dalszövegíró, rádiós műsorvezető              |
| Jamasita Tomohisza（山下 智久） | 1985.04.09. | Funabasi       | az együttes korábbi vezetője, idol, színész, televíziós és rádiós műsorvezető |
| Nisikido Rjó（錦戸 亮）         | 1984.11.3   | Oszaka         | idol, színész, dalszövegíró                                                   |
| Kuszano Hironori（草野博紀）    | 1988.02.15. | Jokohama       | idol, modell                                                                  |
| Ucsi Hiroki（内 博貴）          | 1986.09.10. | Habikino       | idol, színész, modell                                                         |
| Moriucsi Takahiro（森内 貴寛）  | 1988.04.17. | Tokió          | a One Ok Rock együttes énekese, zeneszerző, dalszövegíró                      |

## Diszkográfia

### Kislemezek
| 2003                          | NEWS Nippon (NEWSニッポン)                                                | — | — | — | —  | —       | Touch     |
| 2004                          | Kibou ~ Yell ~ (希望～Yell～)                                             | 1 | 1 | 3 | 13 | 395 406 | Touch     |
| 2004                          | Akaku Moyuru Taiyou (紅く燃ゆる太陽)                                      | 1 | 1 | 5 | 31 | 251 223 | Touch     |
| 2005                          | Cherish (チェリッシュ)                                                    | 1 | 1 | 4 | 32 | 261 980 | Touch     |
| 2005                          | TEPPEN (てっぺん)                                                         | 1 | 1 | 2 | 34 | 245 209 | Pacific   |
| 2006                          | Sayaendou/Hadashi no Cinderella Boy (サヤエンドウ/裸足のシンデレラボーイ) | 1 | 1 | 1 | 39 | 222 848 | Pacific   |
| 2007                          | Hoshi wo Mezashite (星をめざして)                                         | 1 | 1 | 2 | 13 | 310 505 | Pacific   |
| 2007                          | weeeek                                                                    | 1 | 1 | 2 | 10 | 376 261 | Color     |
| 2008                          | Taiyou no Namida (太陽のナミダ)                                           | 1 | 1 | 2 | 19 | 291 447 | Color     |
| 2008                          | SUMMER TIME                                                               | 1 | 1 | 2 | 23 | 258 820 | Color     |
| 2008                          | Happy Birthday                                                            | 1 | 1 | 2 | 26 | 242 581 | Color     |
| 2009                          | Koi no ABO (恋のABO)                                                      | 1 | 1 | 1 | 11 | 286 978 | Live      |
| 2010                          | Sakura Girl (さくらガール)                                                | 1 | 1 | 3 | 25 | 232 752 | Live      |
| 2010                          | Fighting Man                                                              | 1 | 1 | 3 | 32 | 179 137 | Live      |
| 2012                          | Chankapaana (チャンカパーナ)                                              | 1 | 1 | 2 | 20 | 305 407 | News      |
| 2012                          | WORLD QUEST/Pokopon Pekourya (WORLD QUEST/ポコポンペコーリャ)             | 1 | 1 | 3 | 46 | 148 348 | News      |
| 2014                          | ONE – for the win -                                                       | 1 | 1 | 1 | 34 | 99 007  | White     |
| 2015                          | KAGUYA                                                                    | 1 | 1 | 3 | 45 | 156 862 | White     |
| 2015                          | Chumu Chumu (チュムチュム )                                               | 1 | 1 | 3 | 52 | 124 088 | Quartetto |
| 2016                          | Hikari no Shizuku/Touch (ヒカリノシズク/Touch)                            | 1 | 1 | 1 | 38 | 157 413 | Quartetto |
| 2016                          | Koi wo Shiranai Kimi he (恋を知らない君へ)                                | 1 | 1 | 4 | 36 | 153 777 | Neverland |
| 2017                          | EMMA                                                                      | 1 | 1 | - | -  | 149 291 | Neverland |
| "—" jelentése: hiányzó adatok |                                                                           |   |   |   |    |         |           |

### Albumok
| Év                            | Cím       | Heti helyezés az Oricon listán | Eladás  | Fokozat       |
| ----------------------------- | --------- | ------------------------------ | ------- | ------------- |
| 2005                          | Touch     | 1                              | 271 745 | RIAJ: Platina |
| 2007                          | Pacific   | 1                              | 242 571 | RIAJ: Platina |
| 2008                          | Color     | 1                              | 238 644 | RIAJ: Platina |
| 2010                          | LIVE      | 1                              | 185 204 | RIAJ: Arany   |
| 2013                          | NEWS      | 1                              | 120 702 | RIAJ: Arany   |
| 2015                          | White     | 1                              | 114 972 | RIAJ: Arany   |
| 2016                          | QUARTETTO | 1                              | 119 659 | RIAJ: Arany   |
| 2017                          | NEVERLAND | 1                              | 124 133 | RIAJ: Arany   |
| "—" jelentése: hiányzó adatok |           |                                |         |               |

### Válogatás
| Év   | Cím       | Heti helyezés az Oricon listán | Eladás  | Fokozat     |
| ---- | --------- | ------------------------------ | ------- | ----------- |
| 2012 | NEWS BEST | 1                              | 133 943 | RIAJ: Arany |

### DVD kislemezek
| Év                            | Cím                 | Heti helyezés az Oricon listán | Eladás | Fokozat     |
| ----------------------------- | ------------------- | ------------------------------ | ------ | ----------- |
| 2015                          | Yon Juushi (四銃士) | 1                              | 87 281 | RIAJ: Arany |
| "—" jelentése: hiányzó adatok |                     |                                |        |             |

### DVD-k
| Év   | Cím                                                                  |
| ---- | -------------------------------------------------------------------- |
| 2004 | NEWS Nippon 0304                                                     |
| 2005 | Summary of Johnny's World                                            |
| 2007 | Never Ending Wonderful Story                                         |
| 2008 | NEWS CONCERT TOUR pacific 2007-2008 – THE FIRST TOKYO DOME CONCERT - |
| 2009 | NEWS LIVE DIAMOND                                                    |
| 2010 | NEWS DOME PARTY 2010 LIVE! LIVE! LIVE!                               |
| 2013 | News Live Tour 2012 ~Utsukushii Koi ni Suru yo~                      |
| 2014 | News 10th Anniversary in Tokyo Dome                                  |
| 2016 | NEWS LIVE TOUR 2015 WHITE NEWS LIVE TOUR 2016 QUARTETTO              |

## Egyéb tevékenységek

### Koncertek, turnék
- NEWS LIVE TOUR 2017 NEVERLAND (2017.04.01. – 06.11.)
- NEWS LIVE TOUR 2016 QUARTETTO (2016.03.26. – 06.12.)
- NEWS LIVE TOUR 2015 WHITE (2015.03.20. – 06.14.)
- NEWS 10th Anniversary in Tokyo Dome (2013.09.07.)
- NEWS LIVE TOUR 2013 NEWS MAKES YOU HAPPY! MAKES THE WORLD HAPPIER! (2013.07.26. – 08.27.)
- NEWS LIVE TOUR 2012 〜美しい恋にするよ〜 (2012.08.14. – 09.30.)
- LIVE! LIVE! LIVE! NEWS DOME PARTY 2010 (2010.09.18. – 09.28.)
- NEWS WINTER PARTY DIAMOND (2008.10.25. – 2009.01.12.)
- NEWS CONCERT TOUR pacific 2007-2008 (2007.12.15. – 2008.01.27.)
- NEWS FIRST CONCERT 2007 in Taipei (2007.10.07.)
- NEWS SPRING CONCERT TOUR 2006 (2006.03.25. – 04.30.)
- A HAPPY "NEWS" YEAR 2006 (2006.01.03. – 09.)
- Johnnys Theater "SUMMARY 2005" (2005.07.26. – 09.04.)
- NIPPON EAST TO WEST SPRING CONCERT〜日本横断 大切なひとへ〜 (2005.03.31. – 05.05.)
- NEWSnowCONCERT〜ニュースのコンサート〜 (2004.12.28. – 2005.01.07.)
- SUMMARY of Johnnys World (2004.08.08. – 08.29.)
- A Happy "NEWS" year 2004 (2004.01.01. – 04.)

### Televízió
- The Shounen Clum Premium [ザ少年倶楽部プレミアム ] (NHK, 2016 – jelenleg is fut)
- NEWS na Futari [ NEWSな2人 ] (2015 – jelenleg is fut)
- 24 Jikan Terebi (39. adás, NHK, 2016.08.27-28.)
- Hen Labo [ 変ラボ ] (2016.04.07 – 2016.09.30.)
- Mirai Theater [ 未来シアター] (NihonTV, 2012.04.06 – 2015.03.27.)
- Soukon [ 走魂 ] (NihonTV, 2009.11.12. – 2010.03.25.)
- 24 Jikan Terebi [ 24時間テレビ ] (32. adás, NHK, 2009.08.28-29.)
- NEWS Yanagimoto JAPAN [ NEWS柳本JAPAN ] ( FujiTV, 2005.06.23)
- NEWS Best Ten [ NEWSベストテン ] (FujiTV, 2003.10.20 – 11.01.)
- Ya-Ya-yah (TV Tokyo, ? –  2007.10.27.)

### Rádió
- K-chan NEWS [ KちゃんNEWS ] Kojama rádióműsora  Nippon Cultural Broadcasting, minden kedden 24:00-00:30
- Tegomass no Radio [ テゴマスのらじお ] Tegosi és Maszuda rádióműsora  MBS Radio, minden szerdán 23:30-24:00
- MASTER HITS [ 増田貴久 MASTER HITS ]  bayfm, minden pénteken 23:00-23:30
- SORASHIGE BOOK [ ソラシゲブック ] Kato rádióműsora  FM Yokohama, minden vasárnap 23:00-23:30
- NEWS no All Night Nippon [ NEWSのオールナイトニッポン ] (2005-2007)
- NEWS no Party Time [ NEWSのParty Time ] (2005)

### Reklámok
- NISSEN (2016)
- DWANGO (2010)
- KOSÉ: HAPPY BATH DAY (2008-2010)
- LAWSON (2008-2010)
- RUSS-K (2007-2010)

## Fordítás
- Ez a szócikk részben vagy egészben  a   News (band) című angol Wikipédia-szócikk ezen változatának fordításán alapul.  Az eredeti cikk szerkesztőit annak laptörténete sorolja fel. Ez a jelzés csupán a megfogalmazás eredetét és a szerzői jogokat jelzi, nem szolgál a cikkben szereplő információk forrásmegjelöléseként.
- Ez a szócikk részben vagy egészben  a   NEWS (Band) című német Wikipédia-szócikk ezen változatának fordításán alapul.  Az eredeti cikk szerkesztőit annak laptörténete sorolja fel. Ez a jelzés csupán a megfogalmazás eredetét és a szerzői jogokat jelzi, nem szolgál a cikkben szereplő információk forrásmegjelöléseként.
- Ez a szócikk részben vagy egészben  a   NEWS (グループ) című japán Wikipédia-szócikk ezen változatának fordításán alapul.  Az eredeti cikk szerkesztőit annak laptörténete sorolja fel. Ez a jelzés csupán a megfogalmazás eredetét és a szerzői jogokat jelzi, nem szolgál a cikkben szereplő információk forrásmegjelöléseként.